# كيدرن كلارك
كيدرن كلارك (بالإنجليزية: Keydren Clark)‏ مواليد 8 أكتوبر 1984 في توسكالوسا، هو لاعب كرة سلة أمريكي/بلغاري. بدأ مسيرته الاحترافية في سنة 2006. يبلغ طوله 5 قدم 11 بوصة (1.8 م).

## المسيرة الاحترافية
لعب مع فيكتوريا يبرتاس بيزارو في الدوري الإيطالي في موسم 2007–2008، ثم لعب مع رير فينيزيا مستري من سنة 2010 إلى 2013، ثم لعب مع بالاكانسترو فاريزي في الدوري الإيطالي في موسم 2013–2014، ثم لعب مع جاي إس إف نانتير في الدوري الفرنسي في سنة 2014، ثم لعب مع نانسي باسكت في موسم 2014–2015.

## روابط خارجية
- كيدرن كلارك على موقع الاتحاد الدولي لكرة السلة (الإنجليزية)
- كيدرن كلارك على موقع كرة السلة الأوروبية.كوم (الإنجليزية)
- كيدرن كلارك على موقع DraftExpress.com (الإنجليزية)
- كيدرن كلارك على موقع كلية كرة السلة في سبورتس رفرنس.كوم (الإنجليزية)
- كيدرن كلارك على موقع ريلجم (الإنجليزية)
- كيدرن كلارك على موقع بروبوليرز (الإنجليزية)
- كيدرن كلارك على موقع سبورتس رفرنس (الإنجليزية)